# Пащук Дмитро Дмитрович
Дмитро Дмитрович Пащук (6 листопада 1995, с. Хлівчани, Львівська область — 12 березня 2023, Херсонська область) — український пластун, учасник Революції гідності, військовослужбовець, старший матрос Збройних сил України, учасник російсько-української війни. Кавалер ордена «За мужність» III ступеня (2023, посмертно).

## Життєпис
Дмитро Пащук народився 6 листопада 1995 року в селі Хлівчани Львівської області.
Був вихованцем куреня ч. 109 імені Ярослава Горошка. Був першуном вишколу старших стрільців крайового табору військового пластування «Легіон». Пройшов вишкільний табір «Лісова школа».
З 2016 року Дмитро кілька років у Франції служив у Іноземному легіоні.
Був студентом заочної форми навчання кафедри туризму географічного факультету Львівського національного університету імені Івана Франка, здобував вищу освіту для того щоб професійно розвивати туризм в Україні. Мав бізнес — заклад «Port wine» у центрі Львова.
Добровольцем пішов на війну в лютому 2022 року, коли росіяни розпочали повномасштабну війну. З 2022 року воював проти окупантів у лавах 73-го морського центру спеціальних операцій ССО ЗСУ. Служив поруч з мандрівниками Віктором-Миколою Гаврилюком, Артемом Димидом та народним депутатом Романом Лозинським. Жартома називали свою четвірку на війні «Гавайська ТРО». Воювали на Херсонському напрямку. Одними з перших зайшли у визволений Херсон 11 листопада 2022.

## Загибель
Загинув на Херсонському напрямку від прямого попадання дроном 12 березня 2023 року. Похорон відбувся 15 березня 2023 в рідному селі Хлівчани. В той же день було організовано вечір пам'яті в закладі Дмитра "Республіці саду" у Львові.

## Нагороди
- Орден «За мужність» III ступеня (1 травня 2023, посмертно)[2]